# Anoba rigida
Anoba rigida là một loài bướm đêm trong họ Erebidae.